# Hemiodus quadrimaculatus
Hemiodus quadrimaculatus är en fiskart som beskrevs av Jacques Pellegrin, 1909. Hemiodus quadrimaculatus ingår i släktet Hemiodus och familjen Hemiodontidae. Inga underarter finns listade i Catalogue of Life.